# Абордаж
Абордаж (енгл. boarding) је врста напада у поморском ратовању, којим тежи да се противнички брод заузме пребацивањем војника на његову палубу, након удара или прилегања сопственог брода уз противнички брод, и блиском борбом чланова посаде (хладним или ватреним оружјем) на палуби. Абордаж је најстарији и углавном основни вид борбе на мору у епохи бродова на весла и у епохи бродова на једра до 17. века, тј. све док нису уведени ефикаснији начини за уништење противничког брода (бродска артиљерија).

## Историја

### Стари век
То је био први облик борбе на мору, у време када људи нису били вешти у управљању бродом на весла и кад су бродови служили само за превоз војске. Овај начин борбе употребљаван је у Пелопонеском рату све док се није развила вештина удара кљуном, позната у историји као кљунов удар.
Абордаже су примјењивали много Римљани, чији војници су били добри ратници, а слаби морнари и чији су бродови били врло непокретни. Они су у Првом пунском рату применили абордажски мост - корвус (лат. corvus, manus ferrata) како би избегли удар покретљивих картагинских бродова и што боље искористили квалитет својих војника. Кад би се приближили противничком броду на око 11 m, бацили би на њега мост, који би се закачио на њега помоћу посебних кука и онда би војници прелазили с брода на брод, а противнички брод би био онемогућен да им се приближи. Прву победу на овај начин су постигли 260. п. н. е. у бици код Липара.

### Средњи век
Усавршавање техничких особина бродова у средњем веку омогућило је да се абордаж комбинује са ударом противника прамцем. Значај абордажа није умањен ни наоружавањем бродова примитивним артиљеријским оруђима малог домета, смештеним на прамчаном и крменом каштелу у 14. и 15. веку, јер се таквим оруђима могао решити бој, већ су служила само за припрему абордажа - ломљењем јарбола, једара и весала и наношењем губитака браниоцима брода. Последња битка која се водила са бродовима на весла и искључиво помоћу ове технике је Битка код Лепанта 1571. године.

### Нови век
Ратни бродови на једра имали су за извршење абордажа обично два абордажна одреда (наоружана кратким пушкама, ножевима, сабљама, секирама и копљима) и стрељачку групу размештену на бродским узвишењима. За одбрану од абордажа коришћена је абордажна мрежа (енгл. boarding netting), којом је продужавана бочна ограда брода.
Усавршавање бродских топова и артиљерије у 17. веку омогућило је уништавање противничког брода артиљењијском ватром, па се абордаж ређе примењује. Пораз Шпанске армаде 1588. представља одлучујући прелом у начину вођења борбе на мору: артиљеријски бој бродова постаје основни вид борбе, а абордаж помоћни. Повећањем домета и моћи бродске артиљерије крајем 18. века, примена абордажне борбе углавном престаје.
Абордаж су све до 19. века врло успешно и често употребљавали пирати при нападу на трговачке бродове, јер су тиме уједно решавали проблем њиховог заробљавања.

### У 20. веку
У Првом и Другом светском рату, употреба абордажа била је случајна или везана за нарочите околности. Тако је познато да је у ноћи 20. априла 1917. године један британски брод случајно ударио један немачки брод у Доверском теснацу и заузео га абордажом. Такође је британски разарач Косак 16. фебруара 1940. године извршио абордаж на немачки помоћни брод Алтмарк и ослободио британске ратне заробљенике.